# Герасименко, Виктор Иванович (промышленник)
Виктор Иванович Герасименко (род. 18 января 1950, станица Сторожевая, Ставропольский край, РСФСР) — советский и российский промышленник в области химической промышленности, в 1992—2015 годах генеральный директор ОАО «Куйбышев АЗОТ», с 2015 Председатель Совета директоров предприятия, почётный гражданин города Тольятти.

## Биография
В 1973 году окончил Куйбышевский политехнический институт «Технология основного и органического синтеза», по распределению направлен на завод КуйбышевАЗОТ в Тольятти, пройдя путь от мастера до главного инженера завода, был членом КПСС. В 1992 году предприятие было приватизировано и преобразовано в акционерное общество, на собрании акционеров главный инженер Виктор Герасименко был избран его генеральным директором, одновременно в должности председателя совета директоров ОАО «Порт Тольятти» руководил речным портом Комсомольского района Тольятти.
В 2011 году на выборах в составе партийного списка «Единой России» баллотировался в первой тройке депутатом в Самарскую Губернскую думу, после избрания отказался от депутатского мандата.
В 2015 году избран Председателем Совета директоров ОАО «КуйбышевАзота», сменив на этом посту Юрия Шульженко.
В 2017 году входил члены конкурсной комиссии по отбору кандидатов на должность главы городского округа Тольятти.
В 2018 году Виктор Герасименко занял четырнадцатую позицию в рейтинге директоров-капиталистов, опубликованном журналом «Forbes». По оценке экспертов, стоимость принадлежащих Виктору Герасименко акций ОАО «КуйбышевАзот», 8,405%, составляет $29 млн

## Награды
Награждён орденом Почёта (2011), медалями ордена «За заслуги перед Отечеством» I степени (2002) и II степени (1996). 

## Семья
Супруга Александра Герасименко — долгое время работала заместителем главного врача санатория-профилактория «Ставрополь», сын Александр — с 1997 года работает на заводе «КуйбышевАзот» пройдя путь мастера смены цеха лактама, заместителя и начальника смены цехов аммиачной селитры, капролактама, циклогексанона, управления сбыта, руководил работой дочерних предприятий завода. С 2015 года генеральный директор завода «КуйбышевАзот» сменив на этом посту своего отца. Остальные трое детей Виктора Герасименко — Наталья, Татьяна и Владимир — также ведут свою трудовую деятельность в рамках ОАО «КуйбышевАзот».